# بوب بايك
بوب بايك هو سياسي أسترالي، ولد في 17 ديسمبر 1933، وتوفي في 26 أبريل 1994.